# Kruci
Kruci (lat. kruciati, nem. kuruzen) so se imenovali Ogrski kmečki uporniki, ki so od 16. do 18. stoletja ropali, morili in požigali po Habsburški monarhiji.
V času vladanja Maksimiljana I. Habsburškega v začetku 16. stoletja je 10.000 ogrskih kmetov zapustilo domove, da bi se borili proti Turkom. Na prsi so si pripeli rdeč križ, po njem so dobili ime Kruci - v latinščini kruciati, kar pomeni križarji. Vendar so se proti koncu 16. stoletja spoprijateljili s Turki. Ko so ti napadali Dunaj, so Kruci ostali na Ogrskem kot turška rezerva. Ko so bili Turki pred Dunajem premagani, se je vodja Krucev Emerik Tököly skupaj z njimi premaknil na Zgornjo Ogrsko, kjer so zasedli večji del ozemlja in se borili proti cesarski vojski avstrijske monarhije. Kruci so ropali po celi Ogrski, večkrat so vdrli tudi na ozemlje današnje Slovenije.
Prvi večji vdor Krucev je bil pozimi leta 1704, ko so Kruci prebrodili Muro v dveh večjih skupinah: ena  v Medžimurju in se je utaborila pri Nedeljišču, druga pa pri Veržeju in se je utaborila v Razkrižju. Od tod so hodili na roparske pohode po spodnji Štajerski. Kruci so ropali in požigali po dolini Mure od Ormoža do Gornje Radgone. Če česa niso mogli odnesti, so prisilili kmete, da so jim z vozovi odpeljali v njihove tabore. Ogrski Slovenci (Prekmurci) so podpirali Kruce, ker so jih ropale avstrijska vojska in srbske čete. Slovenci so pomagali Krucem zavzeti grad v Gornji Lendavi (danes Grad, Prekmurje) in pregnati štajerske čete pri Monoštru. Ivan Drašković, madžarski rojalist in njegova vojska sta premagala Kruce in Slovence pri Rakičanu (1705).
Spomin na boje s Kruci je ohranjen v ljudskem izročilu, popisal pa jih je tudi Anton Brumen v ljudski igri Kruci. 